# جامندو
جامندو هو موقع ويب من نوع مستقبل وسائط للبث ‏ وخدمة على الإنترنت ‏ أنشئ في 2005.

## وصلات خارجية
- جامندو على موقع Framasoft (الفرنسية)
- الموقع الرسمي